# Ginga Tetsudō 999
Ginga Tetsudō 999 (jap. 銀河鉄道999, Ginga Tetsudō Surī Nain), auch unter dem internationalen Titel englisch Galaxy Express 999 bekannt, ist ein Manga des japanischen Zeichners Leiji Matsumoto, der seit 1977 in Japan erscheint. Der Manga erhielt 1978 den „Shōgakukan-Manga-Preis“ im Bereich shōnen und den „Animage Anime Grand Prix“ von 1981.

## Handlung
In einer fernen Zukunft hat die Menschheit weite Teile der Galaxie erschlossen. Wohlhabende Menschen transferieren ihr Bewusstsein in Maschinenkörper (Kikaikajin), weswegen sie Unsterblichkeit erlangen, doch viele Arme leben in den Slums. Der Slumjunge Tetsurō Hoshino (星野 鉄郎) wuchs mit seiner Mutter auf, sein Vater starb im Kampf gegen die Mechanisierung der Menschen. Gemeinsam mit seiner Mutter geht er nach Megalopolis, wo sie Geld verdienen wollen, um mit dem Weltraumzug Galaxy Express 999 zum fernen Planeten Dai-Andromeda („Groß-Andromeda“) zu reisen. Dort sollen Maschinenkörper angeblich in Hülle und Fülle vorhanden sein, sodass auch ihnen Unsterblichkeit vergönnt sein kann. Der Zug hat das Aussehen eines alten Dampfzuges. Doch seine Mutter wird von Graf Mecha gejagt, um dann als Trophäe in seinem Schloss als die schönste der menschlichen Frauen ausgestellt zu sein. So wird Tetsurō ein Waise, gibt den Traum, nach Dai-Andromeda zu reisen, aber nicht auf. Zudem will er seine Mutter rächen und Graf Mecha töten.
Eines Tages trifft Tetsurō die rätselhafte Frau Maetel, die im Galaxy Express reist und seiner toten Mutter bis aufs Haar ähnelt. Sie nimmt ihn mit auf den Zug und Tetsurō beginnt eine interstellare Reise durch viele fremde Planeten. Auf der Reise erfährt Tetsurō, dass viele Maschinen-Menschen mit ihrer Existenz unglücklich sind, dass diese von ihrer Unsterblichkeit korrumpiert wurden und die Menschlichkeit verloren. Er beginnt, den Sinn dieser Unsterblichkeit zu hinterfragen. Die ehemaligen Körper derer, die Unsterblichkeit erlangen wollten, werden auf dem Pluto aufgebahrt, sodass dieser zu einem riesigen Friedhof wurde. Maetel und Tetsurō treffen auch den grausamen Graf Mecha und kämpfen gegen ihn.
Schließlich erreichen sie den Planeten Andromeda, wo sie die Königin Prometheum treffen, die Herrscherin dieser Maschinenwelt. Sie beherrscht den Planeten mittels der Maschinen-Menschen, die sie kontrolliert. Es kommt heraus, dass Königin Prometheum die Mutter Maetels ist und Maetel ihr junge Menschen für ihre Machenschaften bringt. Tetsurō, der sich von Maetel verraten fühlt, soll nun ebenfalls ein Maschinen-Mensch werden. Doch Maetel will Prometheum aufhalten und gemeinsam zerstören sie die Königin und den Planeten. Daraufhin kehrt Tetsurō zur Erde zurück, um diese in eine bessere Zukunft zu führen, und Maetel setzt ihre Reise fort.
Später begibt sich Tetsurō gemeinsam mit Maetel erneut auf eine Reise an Bord des Galaxy Express 999. Diesmal wollen sie zu dem Ort, an dem sich Zeit und Raum treffen. Kurz nach ihrer Abreise von der Erde wird aber das Sonnensystem von der Königin der Dunkelheit in Dunkelheit gehüllt. So muss Tetsurō nun auch gegen diese Königin antreten.

## Entstehung und Einordnung in das Werk Matsumotos
Die Idee zur Reise durch den Weltraum mittels eines Zuges stammt aus Leiji Matsumotos Kindheit. Damals wohnte er an Bahngleisen und stellte sich die Reise mit Zügen durch den Weltraum vor. Dabei soll der Dampfzug, im Gegensatz zu modernen Zügen, für Einfachheit und „Heimeligkeit“ stehen. Es ist zudem ein Verweis auf den japanischen Fantasy-Klassiker Ginga Tetsudō no Yoru. Laut Masanao Amano behandelt der Manga mit der Entwicklung eines Jungen, der durch Mut und Ehrgeiz die Einsamkeit überwindet, ein Motiv, das auch in anderen Werken Matsumotos Verwendung findet.
In der Serie treten mehrere Figuren aus früheren und späteren Werken Matsumotos auf, so trifft Tetsurō Captain Harlock und Maetels Schwester Emeraldas. Yayoi aus Königin der 1000 Jahre tritt als Königin Prometheum in Erscheinung und ist zudem die Mutter von Maetel und Emeraldas.

## Veröffentlichung
Matsumotos erste Galaxy Express 999-Serie erschien von 1976 bis 1981 im Magazin Shōnen King. Nach einer Pause führt der Mangaka die Serie seit 1996 fort, zunächst im Magazin Big Gold, dann im Big Comic, beide bei Shogakukan. Seit 2000 veröffentlicht Matsumoto die Geschichte als Webcomic.
Der Verlag Kana veröffentlichte Teile des Mangas in Frankreich. Im Magazin Animerica des Verlags Viz Media erschienen von 1997 bis 2002 außerdem die Einzelkapitel der fünf Bände des zweiten Teils.

## Adaptionen

### Fernsehserie
Ab 1978 produzierte das Studio Toei Animation unter der Regie von Nobutaka Nishizawa eine 113-teilige Anime-Fernsehserie auf der Grundlage des Mangas. Das Charakterdesign entwarfen Shigeru Kogawa und Shingo Araki. Neben den 113 Folgen entstanden drei Specials, die aus anderen Folgen zusammengeschnitten wurden oder eine lange Version einer Folge darstellen. Die Serie wurde vom 14. September 1978 bis zum 9. März 1981 von Fuji TV erstmals ausgestrahlt. Die Seite Crunchyroll bietet seit Januar 2009 die Folgen der Serie per Streaming.
Die erste Ausstrahlung in den USA geschah durch einen New Yorker Sender mit Originalton und englischem Untertitel und war so nur regional zu empfangen. Eine erste englische Veröffentlichung geschah 1979 als Galaxy Express durch New World Pictures, wobei die Serie stark bearbeitet wurde und für junges Publikum ausgelegt war. Auch ein Film kam, stark bearbeitet, in die japanischen Kinos. Heute vertreibt FUNimation Entertainment die Serie in Nordamerika und AB distribution in Frankreich. Es erfolgten Fernsehausstrahlungen in Italien, Spanien und Frankreich.
2003 wurde eine neue Serie zum Manga mit dem Titel Ginga Tetsudō Monogatari ausgestrahlt, die 2006 fortgesetzt wurde. 2004 folgte eine 13-teilige Fortsetzung mit dem Titel Supēsu Shinfonī Mēteru: Ginga Tetsudō Surī Nain Gaiden (Space Symphony Maetel: Galaxy Express 999 Side Story).

#### Synchronisation
| Rolle             | Japanischer Sprecher (Seiyū) |
| ----------------- | ---------------------------- |
| Maetel            | Masako Ikeda                 |
| Tetsuro Hoshino   | Masako Nozawa                |
| Graf Mecha        | Hidekatsu Shibata            |
| Schaffner         | Kaneta Kimotsuki             |
| Claire            | Yoko Asagami                 |
| Königin Emeraldas | Ikuko Tani                   |
| Satan             | Nobuyo Tsuda                 |
| Kanae Hoshino     | Akiko Tsuboi                 |
| Doktor Ban        | Banjo Ginga                  |
| Lyuse             | Noriko Ohara                 |

#### Musik
Die Musik der Serie komponierte Nozomi Aoki. Der Vorspanntitel ist Ginga Tetsudō 999, der Abspann wurde mit Aoi Chikyū unterlegt, beide stammen von Isao Sasaki und dem Suginami Kinderchor.

### Original Video Animations und Filme
Der Fernsehserie folgten mehrere Kino- und Videoproduktionen. Folgende Filme kamen in Japan in die Kinos:
- Ginga Tetsudō 999 (銀河鉄道999; 1979, 130-minütiger Film)
- Ginga Tetsudō 999: Glass no Clair (銀河鉄道999 ガラスのクレア; 1980, 17-minütiger Kurzfilm)
  - Von Mamoru Hosoda stammt ein gleichnamiger 3D-Kurzfilm aus dem Jahr 2000.
- Sayonara Ginga Tetsudō 999: Andromeda Shūchakueki (さよなら銀河鉄道999 アンドロメダ終着駅; 1981)
- Ginga Tetsudō 999: Eternal Fantasy (銀河鉄道999 エターナル・ファンタジー; 1998)
- Ginga Tetsudō 999 – Niji no Michishirube (銀河鉄道999 虹の道標; 2001 auf dem Filmfestival Kitakyūshū Hakuransai 2001)
- Ginga Tetsudō 999 – Yume to Kibō no Station (銀河鉄道999〜夢と希望のステーション〜, 9-minütiger Kurzfilm auf dem Tōei-Uzumasa-Filmdorf (Tōei Uzumasa Eiga Mura))

2000 erschien in Japan die Original Video Animation Maetel Legend (メーテルレジェンド) mit 4 Folgen, 2006 folgte Ginga Tetsudō Monogatari – Wasurerareta Toki no Wakusei (銀河鉄道物語 〜忘れられた時の惑星〜).

### Musical
Als Musical erschien Galaxy Express 999. Es lief von November 1997 bis Januar 1998.

### Videospiel
Im Juni 2001 erschien in Japan ein Spiel für PlayStation zum Manga und Anime. Es wurde von Bandai entwickelt und von Banpresto herausgegeben. Das Action-Adventure bietet eine Reise durch die Werke Leiji Matsumotos, wobei die Galaxy Express 999 eine tragende Rolle spielt. Der Spieler beginnt die Reise als Tetsurō, später wechselt er in Rollen aus anderen Mangas Matsumotos.

## Rezeption

### Manga

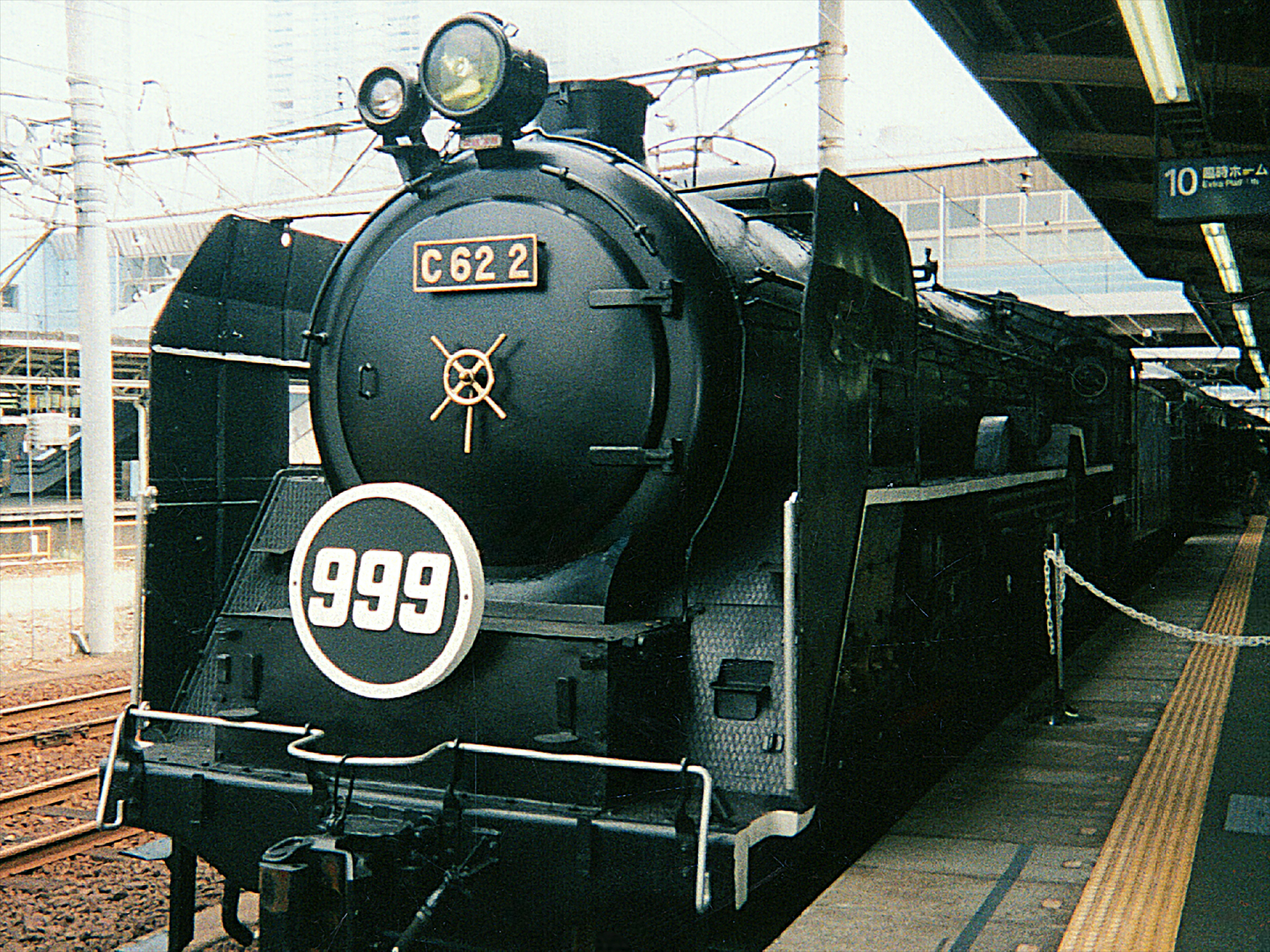
Nachbau des Zuges aus dem Manga und Anime (JNR-Klasse C62)

Der Manga erhielt den Shōgakukan-Manga-Preis als bester Manga in der Kategorie Shōnen im Jahr 1978. 1981 folgte die Auszeichnung mit dem Animage Anime Grand Prix. Zudem erschienen 2007 Briefmarken der japanischen Post mit Motiven aus der Serie.
Frederik L. Schodt meint, dass es Leiji Matsumoto mit der Wahl der Dampflokomotive als Transportmittel gelang, eine romantische und zugleich geheimnisvolle Stimmung aufzubauen. Jason Thompson zählt Galaxy Express zu den bedeutendsten japanischen Space Operas. Die Fortsetzung biete jedoch keine so hintergründige Handlung wie der erste Teil. Der eigentliche Grund der erneuten Reise bleibe störenderweise ungeklärt. Trotz einiger unmotiviert wirkender Handlungsteile werde dennoch viel Atmosphäre vermittelt und die Charakter blieben liebenswert wie im Original. Die Zeichenkünste Matsumotos hätten im Vergleich zu den 1970er Jahren nachgelassen, sie jedoch immer noch unverwechselbar. Masanao Amano schreibt von einer poetischen Beschreibung der Einsamkeit Tetsuos durch Matsumoto. Die Serie habe in Japan „unzählige Fans“ gefunden.
Die deutsche Fachzeitschrift AnimaniA bezeichnet den Manga als SF-Klassiker, die Geschichten seien wunderbar traurig, der Zeichenstil aber gewöhnungsbedürftig. Das Werk habe neue Maßstäbe gesetzt, vor allem weil es ausgefeilte Erzählungen über Actionszenen gestellt hat. Daneben lebe die Serie von den „besonderen Eingebungen“ Matsumotos, wie eine Dampflokomotive im Weltraum, und der Mischung mehrerer Genres, sodass der Manga sich manchmal auch in einen Western verwandelt. Das häufige Ignorieren der Naturgesetze mache die Serie zu einem abstrusen Science-Fiction-Märchen. Das Charakterdesign entspreche den häufig von Matsumoto verwandten Grundmustern, sei jedoch nicht jedermanns Geschmack und wirke eher hässlich. Insgesamt sei die Serie die wohl ernsteste und melancholischste Matsumotos.

### Animeserie
Laut Jerry Beck war auch der Anime ein großer Erfolg in Japan, jedoch nicht in den USA. Die amerikanische Veröffentlichung wurde von den Fans zudem wegen der starken Bearbeitung, unpassender Veränderung der Namen und anderem kritisiert. Diese Fassung wird laut Antonia Levi von vielen Otakus als entstellt betrachtet, doch kämen auch hier noch die Hauptthemen zur Geltung. Einige Eltern der Kinder, die die Serie damals sahen, lobten den Anime für die Auseinandersetzung mit Tod und Einsamkeit in einer kindgerechten Weise, auch wenn die Kinder die Serie besser zusammen mit Erwachsenen sehen sollten. Laut Fred Patten gehört Galaxy Express zu den Fernsehserien, die nach dem Erfolg von Space Battleship Yamato in die USA folgten und einen wesentlichen Beitrag zum Wachstum der Anime-Fangemeinde Ende der 1970er Jahre leisteten. Zudem nennt er den Soundtrack der Serie als bedeutendstes Werk Nozomi Aokis neben der Musik zu Harmageddon. Ihm zufolge war der Manga wie der Anime ein großer Erfolg.
Patrick Drazen erkennt in der Stadt, in der die Geschichte beginnt und die in eine Stadt der Reichen und der Armen geteilt ist, eine Reminiszenz an Metropolis. Besonders ergreifend sei die Darstellung des Aufenthalts auf dem Pluto, auf dem die leblosen Körper aufgereiht sind und eine Wächterin zweifelt, ob sie ihre Schönheit wirklich für das ewige Leben hätte aufgeben sollen.
Antonia Levi nennt Galaxy Express als eine der Serien, die Tod, Verlust und Einsamkeit thematisieren und ein differenziertes Bild von Gut und Böse vermitteln. Dass Maetel es nicht gelingt, Tetsurō die Mutter wirklich zu ersetzen, und dass er weiter einsam bleibt, zeige dabei die Komplexität, die Animes häufig aufweisen würden, und die Ablehnung eines Happy Ends oder einer einfachen Lösung, wie sie in amerikanischen Produktionen häufig vorkomme. Zudem sei die Beziehung Tetsurōs zu Maetel vielschichtig; sie kümmert sich um ihn wie eine Mutter, doch Tetsurō kann ihr nicht wirklich vertrauen. Zudem empfindet er sie, kommt er doch in die Pubertät, auch als begehrenswert, doch unerreichbar. Zugleich trauert er weiter um seine Mutter. Als Aussage von Galaxy Express versteht Antonia Levi, dass jeder uns nahestehende Mensch verloren gehen und nicht ersetzt werden kann und man so immer das Beste aus jedem Moment machen müsse, bevor er vorbei ist.